# Copa das Nações do Oeste Africano de 2002
A Copa das Nações do Oeste Africano de 2002 deveria ter sido a primeira edição do torneio organizado pela UFOA, mas acabou por ser cancelada, após dois jogos realizados, devido à violência no país-sede.

## História
O torneio contou com apenas jogadores das ligas locais. A fase de qualificação foi disputada entre 7 de abril e 7 de julho de 2001 e a fase final havia sido originalmente programada para Dakar, no Senegal a ser disputada entre 28 de setembro e 7 de outubro de 2001, mas acabou sendo adiada para primeiro de outubro, após a CAF recusar-se a dar a aprovação, alegando que a data era muito perto da disputa do Campeonato Africano das Nações de 2002 (marcado para começar em 19 de janeiro). Após a organização argumentar que torneio seria apenas para jogadores que atuavam nos clubes nacionais, o torneio foi aceito, mas transferido para Abidjan, a ser realizado em outubro de 2001. Algum tempo depois foi adiado novamente, porque o principal patrocinador, a TV África, solicitou desta forma.
O torneio, finalmente, ficou agendado para ser disputado entre 18 e 29 de setembro de 2002, a ser realizado na Costa do Marfim (Abidjan e Bouaké), mas foi cancelado após o seu primeiro dia de disputas. No dia 19 de setembro, a Primeira Guerra Civil da Costa do Marfim estourou, levando ao adiamento indefinido da copa, com as equipes ficando presas no país. 
As equipes situadas em Bouaké ficaram presas por mais de uma semana antes de serem autorizadas a sair.

## Países participantes
| - Cabo Verde - Costa do Marfim (país sede) - Gâmbia - Mali | - Nigéria - Senegal - Serra Leoa - Togo |

## Primeira fase
|  | Equipes classificadas para a final  |
|  | Equipes que disputarão o 3º lugar   |
|  | Equipes eliminadas na primeira fase |

### Grupo A
| Pos. | Seleção         | Pts | J | V | E | D | GP | GC | SG |
| ---- | --------------- | --- | - | - | - | - | -- | -- | -- |
| 1    | Costa do Marfim | 3   | 1 | 1 | 0 | 0 | 5  | 0  | +5 |
| 2    | Senegal         | 3   | 1 | 1 | 0 | 0 | 1  | 0  | +1 |
| 3    | Serra Leoa      | 0   | 1 | 0 | 0 | 1 | 0  | 1  | –1 |
| 4    | Gâmbia          | 0   | 1 | 0 | 0 | 1 | 0  | 5  | -5 |

Jogos
| 18 de setembro | Senegal            | 1 – 0     | Serra Leoa | Estádio de Bouaké, Bouaké |
|                | Kéita Abdoulaye 5' | Relatório |            |                           |

| 18 de setembro | Costa do Marfim                                                                      | 5 – 0 | Gâmbia | Estádio de Bouaké, Bouaké |
|                | Grah Congo 5' · Rémi Adiko 17', 43' · Brou Donatien 29' · Bernard Kouakou 89' (pen.) |       |        |                           |

| 20 de setembro | Senegal | –                     | Gâmbia | Estádio de Bouaké, Bouaké |
|                |         | Competição cancelada. |        |                           |

| 20 de setembro | Costa do Marfim | –                     | Serra Leoa | Estádio de Bouaké, Bouaké |
|                |                 | Competição cancelada. |            |                           |

| 22 de setembro | Serra Leoa | –                     | Gâmbia | Estádio de Bouaké, Bouaké |
|                |            | Competição cancelada. |        |                           |

| 22 de setembro | Costa do Marfim | –                     | Senegal | Estádio de Bouaké, Bouaké |
|                |                 | Competição cancelada. |         |                           |

### Grupo B
| Pos. | Seleção    | Pts | J | V | E | D | GP | GC | SG |
| ---- | ---------- | --- | - | - | - | - | -- | -- | -- |
| 1    | Cabo Verde | 0   | 0 | 0 | 0 | 0 | 0  | 0  | 0  |
| 2    | Mali       | 0   | 0 | 0 | 0 | 0 | 0  | 0  | 0  |
| 3    | Nigéria    | 0   | 0 | 0 | 0 | 0 | 0  | 0  | 0  |
| 4    | Togo       | 0   | 0 | 0 | 0 | 0 | 0  | 0  | 0  |

Jogos
| 19 de setembro | Togo | –                     | Mali | Estádio Municipal d'Abidjan, Abidjan |
|                |      | Competição cancelada. |      |                                      |

| 19 de setembro | Nigéria | –                     | Cabo Verde | Estádio Municipal d'Abidjan, Abidjan |
|                |         | Competição cancelada. |            |                                      |

| 21 de setembro | Mali | –                     | Cabo Verde | Estádio Municipal d'Abidjan, Abidjan |
|                |      | Competição cancelada. |            |                                      |

| 21 de setembro | Nigéria | –                     | Togo | Estádio Municipal d'Abidjan, Abidjan |
|                |         | Competição cancelada. |      |                                      |

| 23 de setembro | Togo | –                     | Cabo Verde | Estádio Municipal d'Abidjan, Abidjan |
|                |      | Competição cancelada. |            |                                      |

| 23 de setembro | Nigéria | –                     | Mali | Estádio Municipal d'Abidjan, Abidjan |
|                |         | Competição cancelada. |      |                                      |